# Jim Irsay

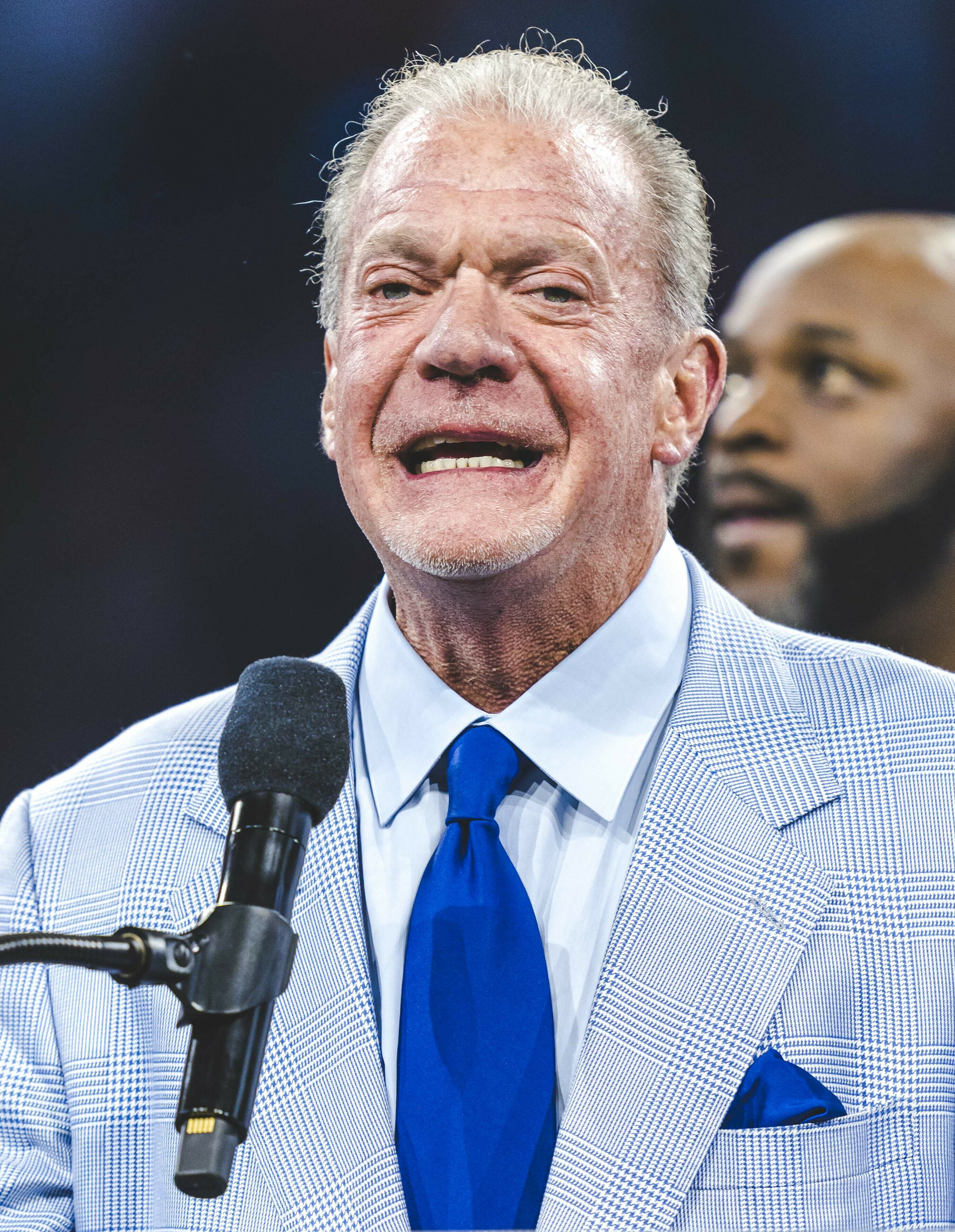
Jim Irsay (Oktober 2022)

James „Jim“ Irsay (* 13. Juni 1959 in Lincolnwood, Illinois; † 21. Mai 2025 in Carmel, Indiana) war ein US-amerikanischer Unternehmer und Sportfunktionär in der National Football League (NFL).

## Leben
Sein Vater war der Unternehmer Robert Irsay aus Chicago. Er studierte an der Southern Methodist University. Irsay war Eigentümer des Football-Teams Indianapolis Colts. Er war seit 2013 geschieden, hatte drei Kinder und lebte in Carmel, Indiana.

## Vermögen
Mit einem Vermögen von ca. 1,75 Milliarden US-Dollar belegte Jim Irsay Platz 1.105 auf der Forbes-Liste 2015 der reichsten Menschen der Welt.